# Immagine coordinata

La locuzione immagine coordinata appartiene al mondo della comunicazione visiva. Ha come oggetto la comunicazione di aziende, società, enti, associazioni e qualsiasi altra entità commerciale, sociale o concettuale che abbia tra i suoi bisogni quello di essere conosciuta da un determinato pubblico.

Infografica-immagine-coordinata

In quanto immagine, si riferisce alla percezione che l'ambiente, inteso come gruppo di potenziali destinatari del messaggio, ha delle rappresentazioni visive dell'entità in questione. L'immagine diventa coordinata quando i differenti fenomeni comunicativi risultano coerenti l'uno con l'altro. Questa coerenza si riferisce tradizionalmente a elementi di comunicazione visiva quali, ad esempio, loghi, colori, caratteri tipografici, impaginazione e presentazione grafica dei documenti, impostazione della comunicazione commerciale e promozionale.
L'immagine coordinata è quindi il mezzo attraverso il quale, a prescindere dal numero, dalla complessità e dalle dimensioni di questi fenomeni comunicativi, l'immagine risultante è percepita all'esterno come proveniente dalla stessa entità. Questa coerenza semiotica rende più efficiente il processo comunicativo perché fornisce ai destinatari precisi punti di riferimento, ma soprattutto induce un processo di progressivo riconoscimento dell'azienda o del marchio (brand awareness) e della sua attività con conseguenze positive sul suo successo.
Esempi importanti di immagine coordinata sono quella dell'AEG (Allgemeine Elektricitäts-Gesellschaft), che chiama per progettarla Peter Behrens, membro autorevole del Deutscher Werkbund di formazione architetto, quella dell'Olivetti, che chiama alcuni dei più importanti artisti, architetti, designer italiani e stranieri per lavorare nell'ottica dell'"unità nella diversità", e quella della Lufthansa, progettata da Otl Aicher, appartenente alla scuola di Ulm.

## Elementi costitutivi dell'immagine coordinata: galleria d'immagini

Il celebre logo Nike
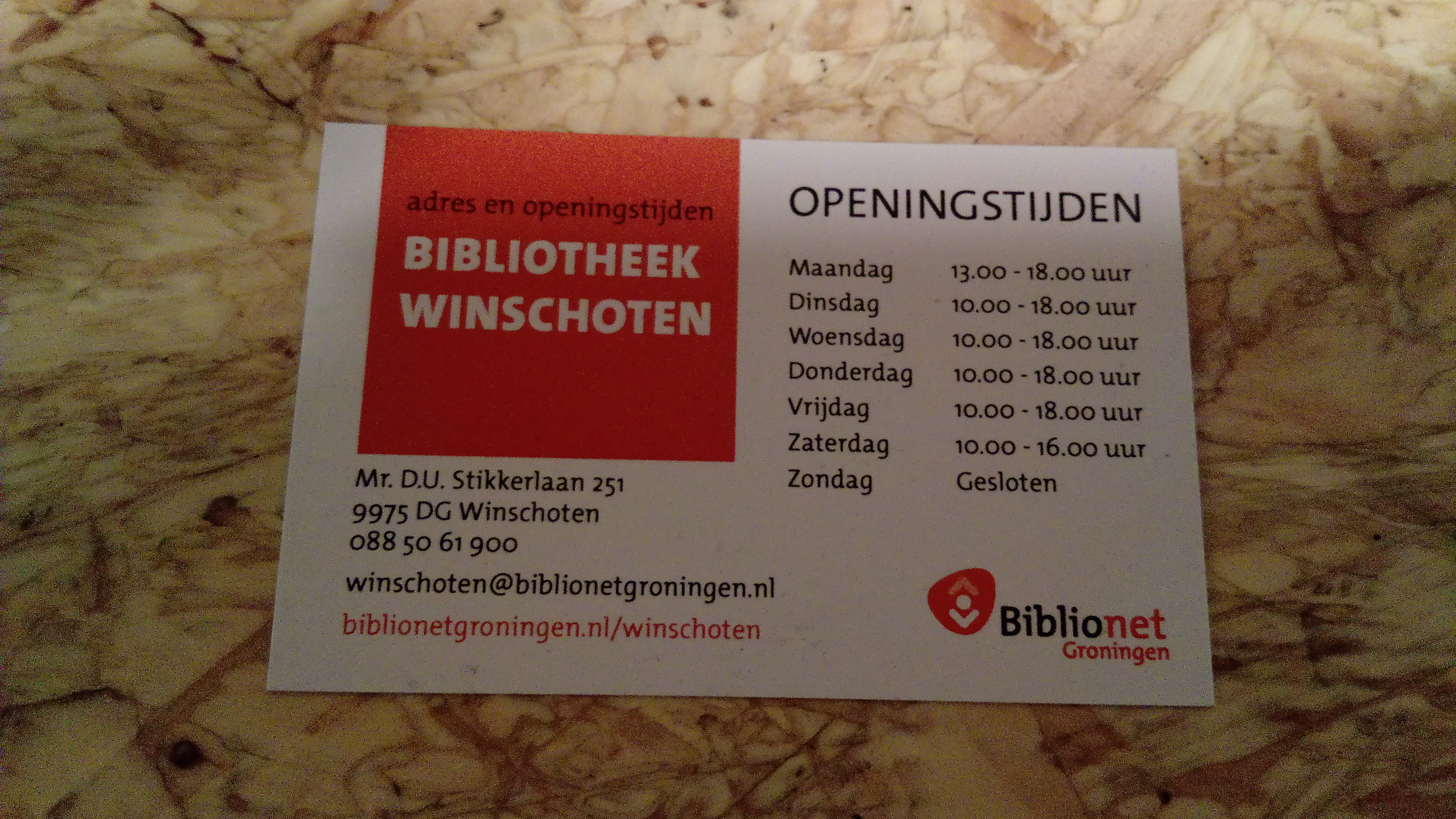
Un biglietto da visita
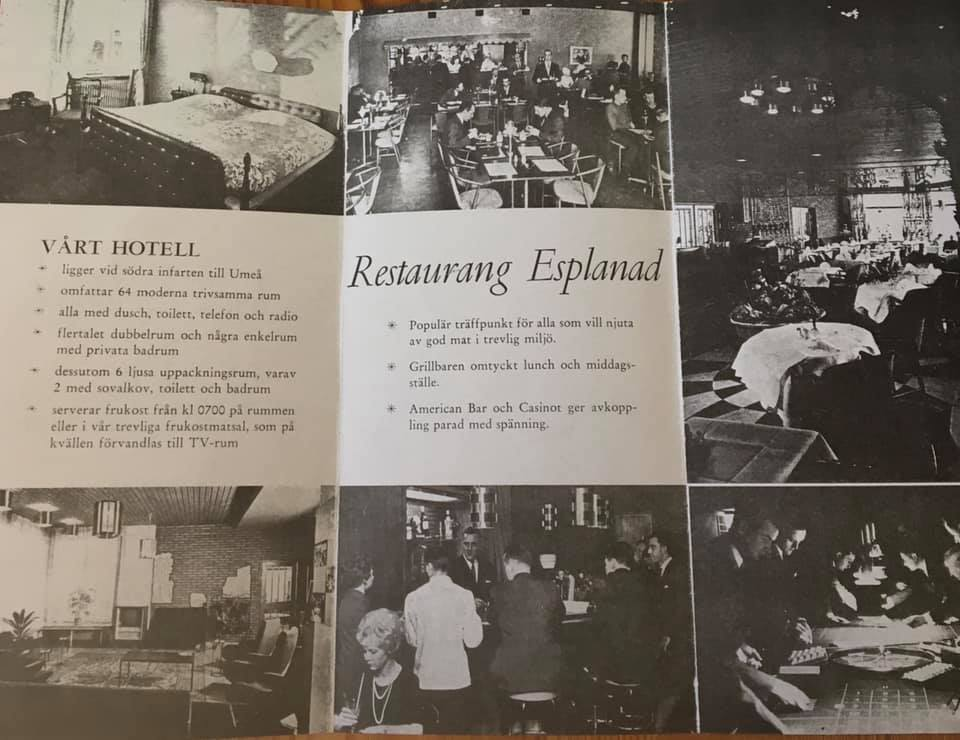
Una brochure
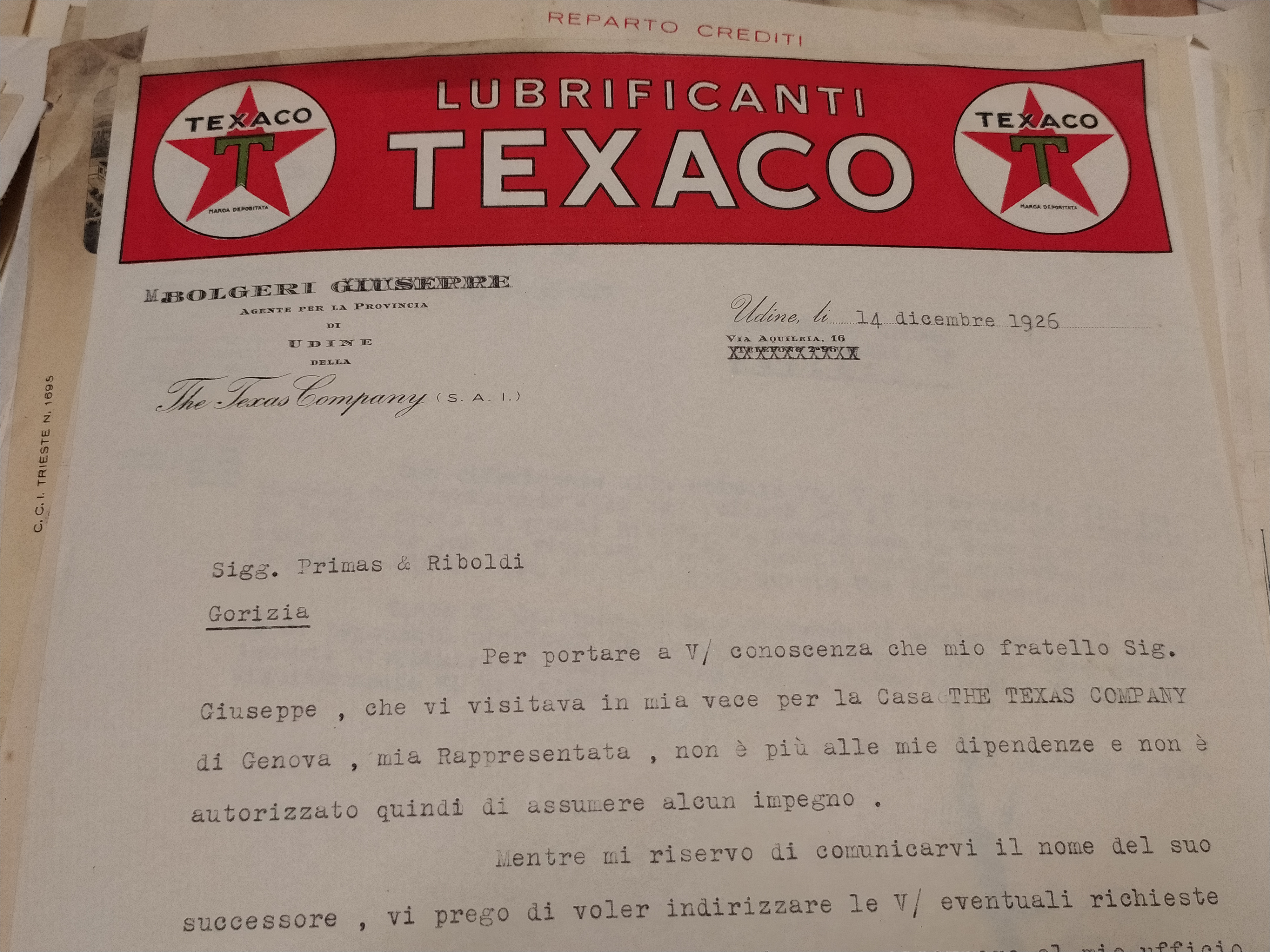
Carta intestata
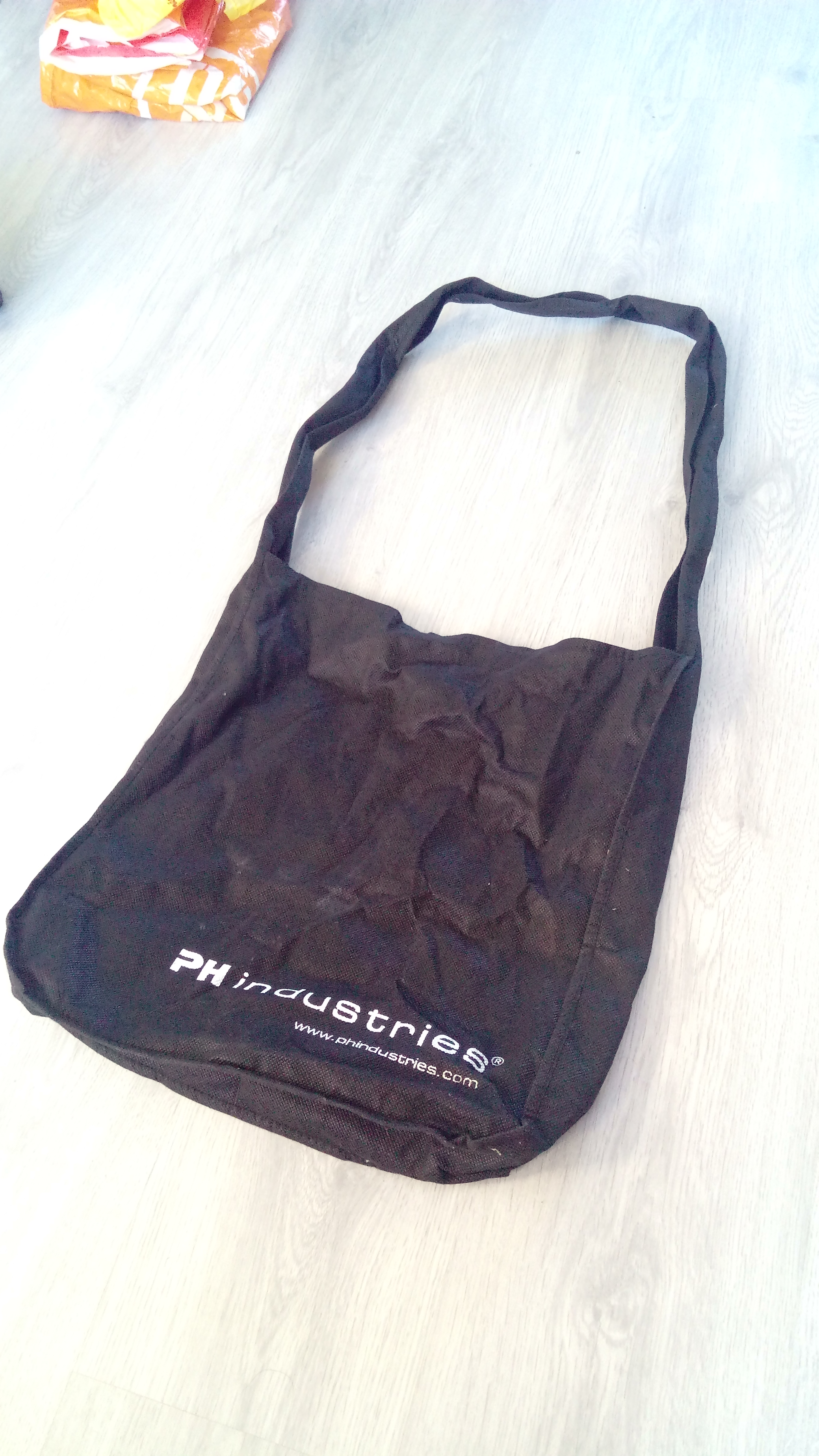
Una borsa da shopping con logo aziendale
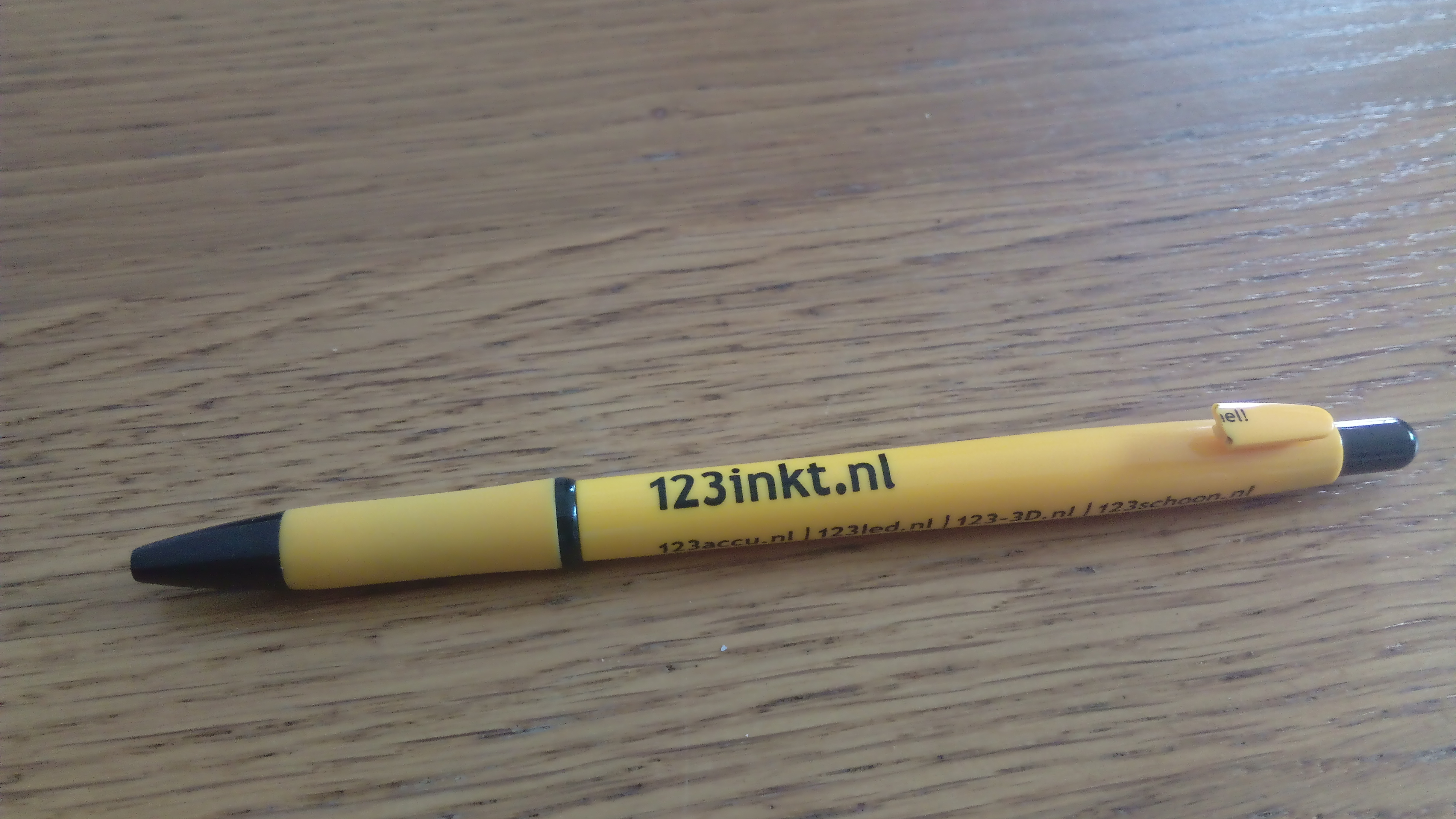
A volte le penne con relativo logo aziendale possono essere regalate ai clienti dell'azienda come gadget.
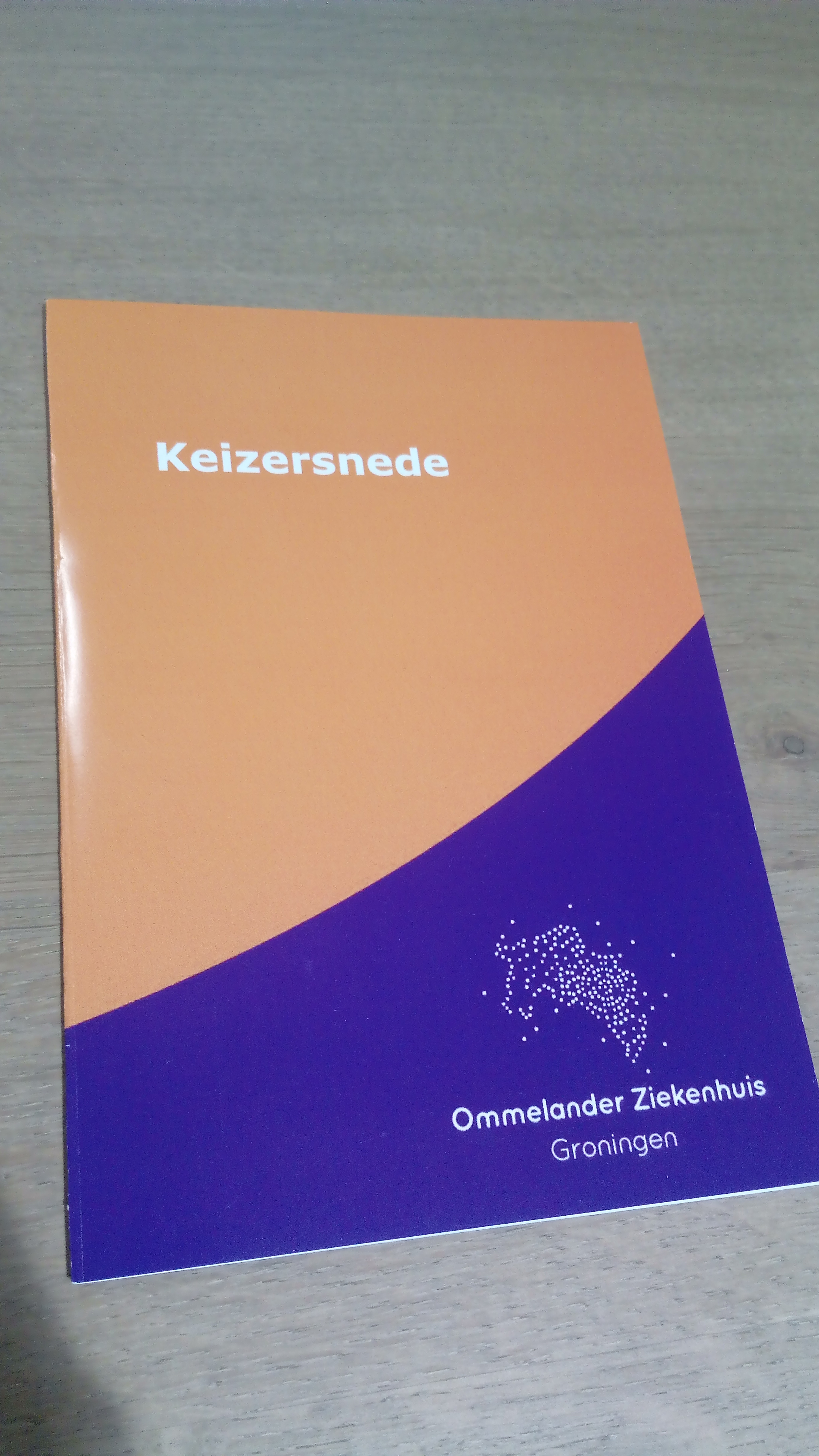
Cartella aziendale